# آنجلا داون
آنجلا داون (انگلیسی: Angela Down؛ زادهٔ ۱۵ ژوئن ۱۹۴۶) بازیگر اهل بریتانیا است.
از فیلم‌ها یا برنامه‌های تلویزیونی که وی در آن نقش داشته‌است، می‌توان به جنگ و صلح، اما، مالر، به دنبال جنگ شیشه‌ای و پوآرو اشاره کرد.